# Női 200 méteres gyorsúszás a 2013-as úszó-világbajnokságon
A női 400 méteres gyorsúszást a 2013-as úszó-világbajnokságon július 30-án és 31-én rendezték meg.

## Rekordok
|                    | Név                 | Nemzetiség  | Idő     | Helyszín | Dátum            |
| ------------------ | ------------------- | ----------- | ------- | -------- | ---------------- |
| Világcsúcs         | Federica Pellegrini | Olaszország | 1:52.98 | Róma     | 2009. július 29. |
| Világbajnoki csúcs | Federica Pellegrini | Olaszország | 1:52.98 | Róma     | 2009. július 29. |

## Érmesek
| Arany                             | Ezüst                             | Bronz                          |
| Missy Franklin · Egyesült Államok | Federica Pellegrini · Olaszország | Camille Muffat · Franciaország |

## Eredmények

### Selejtező
| Helyezés | Futam | Pálya | Név                     | Nemzetiség | Idő     | Megjegyzés |
| -------- | ----- | ----- | ----------------------- | ---------- | ------- | ---------- |
| 1        | 5     | 4     | Camille Muffat          | FRA        | 1:56.53 | Q          |
| 2        | 4     | 3     | Hosszú Katinka          | HUN        | 1:56.73 | Q          |
| 3        | 5     | 5     | Federica Pellegrini     | ITA        | 1:56.79 | Q          |
| 4        | 5     | 6     | Charlotte Bonnet        | FRA        | 1:56.82 | Q          |
| 5        | 4     | 4     | Missy Franklin          | USA        | 1:56.90 | Q          |
| 6        | 3     | 6     | Melanie Costa           | ESP        | 1:57.01 | Q          |
| 7        | 3     | 4     | Bronte Barratt          | AUS        | 1:57.14 | Q          |
| 8        | 4     | 6     | Femke Heemskerk         | NED        | 1:57.44 | Q          |
| 9        | 4     | 5     | Sarah Sjöström          | SWE        | 1:57.64 | Q          |
| 10       | 3     | 5     | Kylie Palmer            | AUS        | 1:57.67 | Q          |
| 11       | 4     | 7     | Shannon Vreeland        | USA        | 1:58.08 | Q          |
| 12       | 4     | 2     | Alice Mizzau            | ITA        | 1:58.10 | Q          |
| 13       | 3     | 3     | Michelle Coleman        | SWE        | 1:58.17 | Q          |
| 14       | 3     | 2     | Qiu Yuhan               | CHN        | 1:58.38 | Q          |
| 15       | 5     | 8     | Samantha Lucie-Smith    | NZL        | 1:58.87 | Q          |
| 16       | 5     | 2     | Barbara Jardin          | CAN        | 1:58.93 | Q          |
| 17       | 5     | 0     | Chihiro Igarashi        | JPN        | 1:59.00 |            |
| 18       | 3     | 1     | Viktoriya Andreyeva     | RUS        | 1:59.02 |            |
| 19       | 3     | 8     | Karin Prinsloo          | RSA        | 1:59.15 |            |
| 20       | 5     | 3     | Veronika Popova         | RUS        | 1:59.31 |            |
| 21       | 5     | 7     | Samantha Cheverton      | CAN        | 1:59.43 |            |
| 22       | 3     | 0     | Manuella Lyrio          | BRA        | 1:59.52 |            |
| 23       | 4     | 1     | Patricia Castro         | ESP        | 2:00.36 |            |
| 24       | 4     | 8     | Nina Rangelova          | BUL        | 2:00.41 |            |
| 25       | 5     | 1     | Eleanor Faulkner        | GBR        | 2:00.56 |            |
| 26       | 3     | 7     | Shen Duo                | CHN        | 2:00.82 |            |
| 27       | 2     | 4     | Natthanan Junkrajang    | THA        | 2:01.02 |            |
| 28       | 4     | 9     | Alexandra Wenk          | GER        | 2:01.60 |            |
| 29       | 3     | 9     | Quah Ting Wen           | SIN        | 2:02.57 |            |
| 30       | 5     | 9     | Liliana Ibáñez          | MEX        | 2:02.61 |            |
| 31       | 2     | 6     | Julia Hassler           | LIE        | 2:02.76 |            |
| 32       | 2     | 2     | Jūratė Ščerbinskaitė    | LTU        | 2:03.88 |            |
| 33       | 4     | 0     | Sze Hang Yu             | HKG        | 2:04.19 |            |
| 34       | 2     | 3     | Eygló Ósk Gústafsdóttir | ISL        | 2:04.66 |            |
| 35       | 2     | 7     | Pamela Benitez          | ESA        | 2:05.43 |            |
| 36       | 2     | 8     | Elisbet Gamez           | CUB        | 2:05.54 |            |
| 37       | 2     | 1     | Andrea Cedrón           | PER        | 2:08.14 |            |
| 38       | 2     | 9     | Maria Lopez Nery        | PAR        | 2:09.81 |            |
| 39       | 1     | 5     | Matelita Buadromo       | FIJ        | 2:12.31 |            |
| 40       | 2     | 0     | Gabrielle Ponson        | ARU        | 2:13.01 |            |
| 41       | 1     | 4     | Alexis Clarke           | BAR        | 2:14.44 |            |
| 42       | 1     | 3     | Yara Lima               | ANG        | 2:16.01 |            |
| 43       | 1     | 6     | Sofia Shah              | NEP        | 2:31.79 |            |
| 44       | 1     | 2     | Aminath Shajan          | MDV        | 2:32.05 |            |
|          | 2     | 5     | Sycerika McMahon        | IRL        |         | Nem indult |

### Elődöntő

#### Első elődöntő
| Helyezés | Pálya | Név              | Nemzetiség | Idő     | Megjegyzés |
| -------- | ----- | ---------------- | ---------- | ------- | ---------- |
| 1        | 3     | Melanie Costa    | ESP        | 1:56.19 | Q          |
| 2        | 2     | Kylie Palmer     | AUS        | 1:56.53 | Q          |
| 3        | 5     | Charlotte Bonnet | FRA        | 1:56.63 | Q          |
| 4        | 4     | Hosszú Katinka   | HUN        | 1:56.80 |            |
| 5        | 6     | Femke Heemskerk  | NED        | 1:56.98 |            |
| 6        | 7     | Alice Mizzau     | ITA        | 1:58.05 |            |
| 7        | 8     | Barbara Jardin   | CAN        | 1:58.66 |            |
| 8        | 1     | Qiu Yuhan        | CHN        | 1:59.20 |            |

#### Második elődöntő
| Helyezés | Pálya | Név                  | Nemzetiség | Idő     | Megjegyzés |
| -------- | ----- | -------------------- | ---------- | ------- | ---------- |
| 1        | 5     | Federica Pellegrini  | ITA        | 1:55.78 | Q          |
| 2        | 3     | Missy Franklin       | USA        | 1:56.05 | Q          |
| 3        | 4     | Camille Muffat       | FRA        | 1:56.28 | Q          |
| 4        | 2     | Sarah Sjöström       | SWE        | 1:56.38 | Q          |
| 5        | 7     | Shannon Vreeland     | USA        | 1:56.76 | Q          |
| 6        | 1     | Michelle Coleman     | SWE        | 1:56.90 |            |
| 7        | 6     | Bronte Barratt       | AUS        | 1:57.18 |            |
| 8        | 8     | Samantha Lucie-Smith | NZL        | 1:59.26 |            |

### Döntő
| Helyezés  | Pálya | Név                 | Nemzetiség | Idő     | Megjegyzés |
| --------- | ----- | ------------------- | ---------- | ------- | ---------- |
| Aranyérem | 5     | Missy Franklin      | USA        | 1:54.81 |            |
| Ezüstérem | 4     | Federica Pellegrini | ITA        | 1:55.14 |            |
| Bronzérem | 6     | Camille Muffat      | FRA        | 1:55.72 |            |
| 4         | 2     | Sarah Sjöström      | SWE        | 1:56.63 |            |
| 5         | 3     | Melanie Costa       | ESP        | 1:57.04 |            |
| 6         | 7     | Kylie Palmer        | AUS        | 1:57.14 |            |
| 7         | 8     | Shannon Vreeland    | USA        | 1:57.41 |            |
| 8         | 1     | Charlotte Bonnet    | FRA        | 1:57.56 |            |